# Beire-le-Fort
Beire-le-Fort ist eine französische Gemeinde mit 343 Einwohnern (Stand 1. Januar 2022) im Département Côte-d’Or in der Region Bourgogne-Franche-Comté. Sie gehört zum Arrondissement Dijon und zum Kanton Genlis.
Umgeben wird die Gemeinde von Longchamp im Norden, von Premières im Osten, von Longeault-Pluvault mit Longeault im Süden und von Labergement-Foigney im Westen.

## Bevölkerungsentwicklung
| Jahr                       | 1962 | 1968 | 1975 | 1982 | 1990 | 1999 | 2012 | 2019 |
| Einwohner                  | 154  | 163  | 158  | 172  | 164  | 251  | 314  | 352  |
| Quellen: Cassini und INSEE |      |      |      |      |      |      |      |      |